# ヒゲハギ
ヒゲハギ（学名:Chaetodermis penicilligerus）は、フグ目カワハギ科に分類される魚の一種。本種のみでヒゲハギ属 Chaetodermis を構成する。

## 分布
西太平洋に分布し、日本では千葉県から屋久島にかけての太平洋沿岸部、新潟県から長崎県にかけての日本海・東シナ海沿岸部に散発的にみられる。

## 形態
全長は最大31cm。体は高く菱形で上下に平たくカワハギに酷似しているが、全身に多数の皮弁をもつ。体色は薄い茶色で、多数の細く黒い縦縞と、目の後方に2つの薄い黒斑をもつ。皮弁は主に側面に見られる。背鰭の第一条は太短い棘となっており、鰭は透明であるが、鰭条は少し暗い色をしている。

## 生態
水深の比較的浅い地帯の岩礁域や珊瑚礁、藻場や砂泥底などに生息する。藻類や小型の無脊椎動物を捕食する。群れは作らず、日中活動する。